# Ngũ thái (gốm)

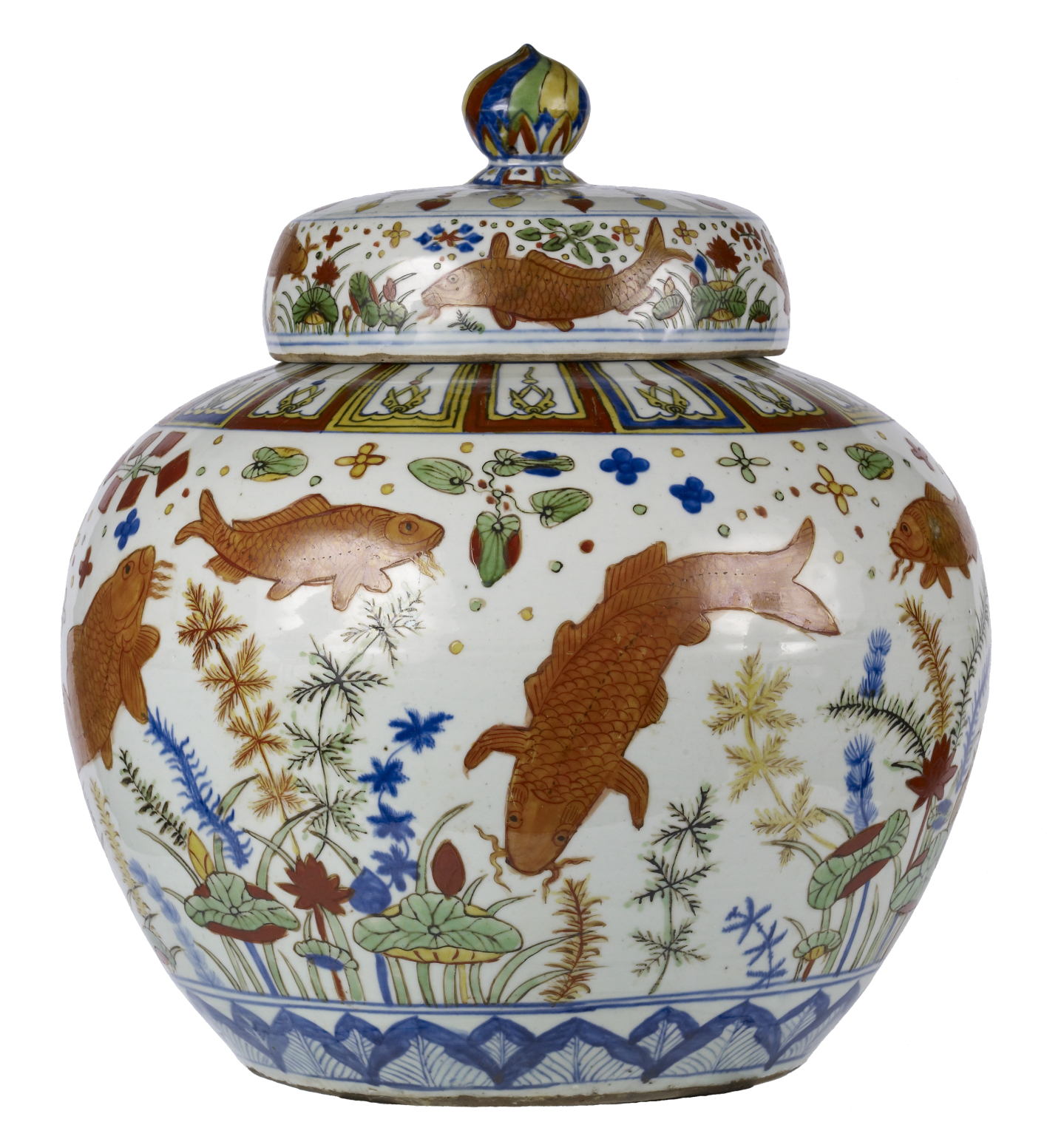
Vò rượu trang trí cá chép trong ao sen, niên đại Gia Tĩnh (1521–1567) thời Minh.

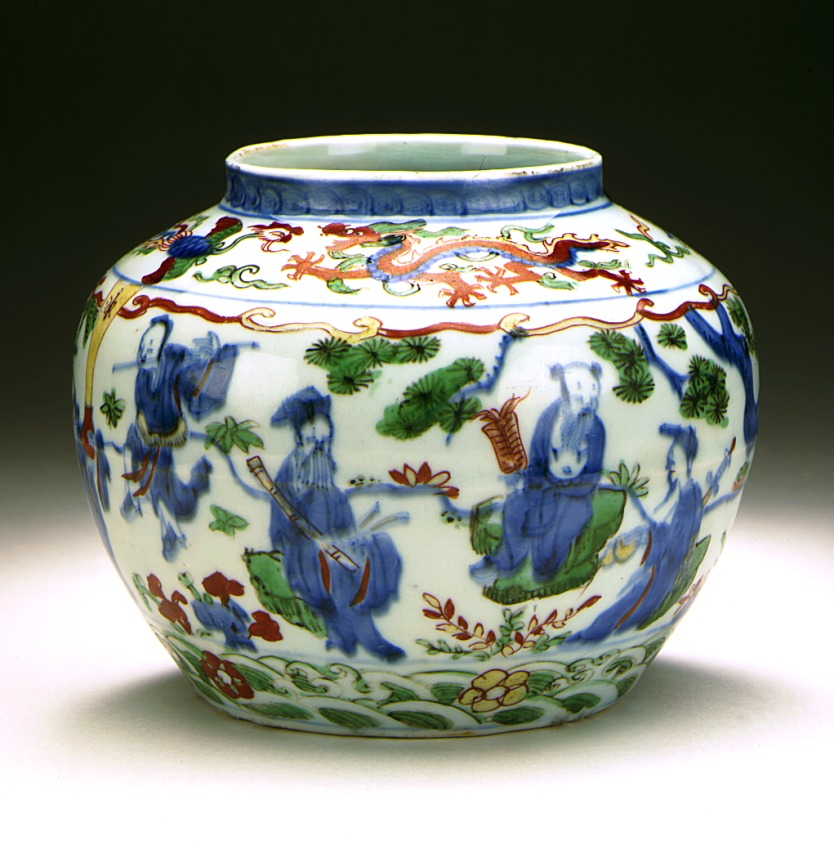
Vò ngũ thái trang trí bát tiên, niên đại Vạn Lịch (1573–1620).

Ngũ thái (tiếng Trung: 五彩, bính âm: wucai, Wade-Giles: wuts'ai, nghĩa đen là "năm màu") là một kiểu trang trí đồ sứ Trung Hoa trong một phạm vi hạn chế các màu. Thông thường nó sử dụng màu xanh lam coban dưới men để tạo ra đường viền và một số phần của họa tiết trang trí, còn trang trí trên men bằng màu đỏ, xanh lục và vàng cho phần còn lại của họa tiết trang trí. Các phần của họa tiết trang trí và một số đường viền của phần còn lại được vẽ bằng chất màu xanh lam dưới men, sau đó vật phẩm được tráng men và đem nung. Sau đó, phần còn lại của họa tiết trang trí được tô vẽ bằng các chất màu khác thêm vào trên men và vật phẩm được đem nung lại ở nhiệt độ thấp hơn, khoảng 850–900 °C (1.560–1.650 °F).
Nó có nguồn gốc từ kỹ thuật đấu thái. Khác biệt thông thường với đấu thái, một kỹ thuật trang trí đồ gốm cũng kết hợp trang trí bằng chất màu xanh lam dưới men với các chất màu khác trên men, là ở chỗ trong ngũ thái thì chỉ những bộ phận nào của họa tiết trang trí có màu xanh lam, và chúng che phủ các khu vực rộng hơn và thường được tô vẽ khá tự do. Trong đấu thái thì toàn bộ họa tiết trang trí được viền bằng màu xanh lam, ngay cả khi các phần đó được men che phủ và không thấy được ở thành phẩm. Một số bộ phận cũng có thể được tô vẽ bằng chất màu xanh lam. Tuy nhiên, điều này là không đúng đối với tất cả các hiện vật được phân loại là đấu thái, đặc biệt là từ thế kỷ 18 trở đi. Các mảnh vỡ của các hiện vật không hoàn thiện, chỉ có màu xanh lam, đã được khai quật từ các nơi đổ đồ phế thải của các lò nung.
Phát triển tiếp theo, famille verte (康熙五彩, Khang Hi ngũ thái hay 素三彩, tố tam thái), được chấp nhận dưới thời Khang Hi (1662–1722), từ khoảng năm 1680, sử dụng màu xanh lục và màu đỏ sắt với các màu trên men khác đã phát triển từ ngũ thái, thông thường không sử dụng bất kỳ chất màu xanh lam dưới men nào.
Tại Nhật Bản nó được gọi là gosai và ban đầu là hàng nhập khẩu. Kinrande (金襴手, kim lan thủ) là một dạng đồ sứ Nhật Bản đã phát triển từ ngũ thái trong thời kỳ Edo.
Gần đây một cái bình trang trí dưới men ngũ thái từ thời Tuyên Đức (1398-1435) đã được phát hiện tại Hoa Kỳ.